# One Cook Islands Movement
Das One Cook Islands Movement (Cook Islands One) ist eine politische Partei in den Cookinseln. Sie wurde erst im Mai 2014 gegründet.

## Geschichte
Die Partei wurde von dem ehemaligen Kabinettsminister Teina Bishop gegründet, nachdem er aus dem Kabinett zurückgetreten war und aus der Cook Islands Party ausgeschlossen worden war. Die Partei trat zu den Wahlen 2014, konnte jedoch nur 8 Kandidaten aufstellen und warb damit, als unterstützender Partner der Regierung anzutreten. Nach seinem Ausschluss as der Cook Islands Party kündigte George Angene an, dass er sich dem One Cook Islands Movement anschließen werde.
In den Wahlen 2014 trat die Partei in den Wahlkreisen Tupapa-Maraerenga, Arutanga-Reureu-Nikaupara, Mauke und Pukapuka-Nassau an. Sie errang zwei Mandate.
In den Wahlen 2018 und den Wahlen 2022 errang sie jeweils einen Sitz.

## Wahlergebnisse
| Wahl      | Stimmen | %    | Mandate |
| --------- | ------- | ---- | ------- |
| Wahl 2014 | 790     | 9,4  | 2 / 24  |
| Wahl 2018 | 934     | 10,8 | 1 / 24  |
| Wahl 2022 | 237     | 2,7  | 1 / 24  |